# 1 000 kilomètres du Nürburgring 1958
Navigation
Édition précédente Édition suivante
Les 1 000 kilomètres du Nürburgring 1958, disputées le 1er juin 1958 sur le circuit du Nürburgring, sont la quatrième édition de cette épreuve et la quatrième manche du Championnat du monde des voitures de sport 1958.

## Course

### Classement de la course
Classement à l'issue de la course (vainqueurs de catégorie en gras), :
| Pos. | N°  | Classe   | Pilotes                                   | Pilotes                 | Écurie                                    | Châssis                            | Tours                | Abandon            |
| ---- | --- | -------- | ----------------------------------------- | ----------------------- | ----------------------------------------- | ---------------------------------- | -------------------- | ------------------ |
| 1    | 1   | S3.0     | Stirling Moss                             | Jack Brabham            | David Brown, Aston Martin Ltd.            | Aston Martin DBR1/300              | 7 h 23 min 33 s 0 44 |                    |
| 2    | 4   | S3.0     | Mike Hawthorn                             | Peter Collins           | Scuderia Ferrari                          | Ferrari 250 TR 58                  | 7 h 27 min 17 s 0 44 |                    |
| 3    | 7   | S3.0     | Wolfgang von Trips                        | Olivier Gendebien       | Scuderia Ferrari                          | Ferrari 250 TR 58                  | 7 h 33 min 15 s 0 44 |                    |
| 4    | 5   | S3.0     | Luigi Musso                               | Phil Hill               | Scuderia Ferrari                          | Ferrari 250 TR 58                  | 43                   |                    |
| 5    | 6   | S3.0     | Wolfgang Seidel                           | Gino Munaron            | Scuderia Ferrari                          | Ferrari 250 TR 58                  | 42                   |                    |
| 6    | 22T | S1.5     | Richard von Frankenberg Edgar Barth       | Carel Godin de Beaufort | Porsche KG                                | Porsche 550 RS                     | 7 h 46 min 58 s 0 44 |                    |
| 7    | 21  | S1.5     | Harry Schell                              | Paul Frère              | Dr. Ing. h. c. F. Porsche K. G.           | Porsche 718 RSK                    | 7 h 54 min 43 s 0 44 |                    |
| 8    | 17  | S3.0     | Graham Whitehead                          | Peter Whitehead         | A. G. Whitehead                           | Aston Martin DB3S                  | 42                   |                    |
| 9    | 10  | S3.0     | Jack Fairman                              | Jock Lawrence (de)      | Ecurie Ecosse                             | Jaguar D-Type                      | 41                   |                    |
| 10   | 12  | S3.0     | Gotfrid Köchert (de)                      |                         | Österreicher Automobil-Sport-Club         | Ferrari 250 TR                     | 41                   |                    |
| 11   | 25  | S1.5     | Jon Fast                                  | John Campbell-Jones     | Scuderia Viking Anglo Swedish Racing Team | Osca FS 1500                       | 42                   |                    |
| 12   | 15  | S3.0     | Curt Lincoln (en)                         | Esko Keinänen           | Scuderia Askolin                          | Ferrari 250 TR                     | 40                   |                    |
| 13   | 90  | S3.0     | Herbert Linge                             | Walfried Winkler (de)   | Herbert Linge                             | Porsche 356                        | 39                   |                    |
| 14   | 30  | S1.5     | Harald von Saucken                        | Georg Bialas            | Harald von Saucken                        | Porsche 356 Speedster              | 38                   |                    |
| 15   | 29  | S1.5     | David Piper                               | Keith Greene            | David Piper                               | Lotus-Climax Eleven                | 38                   |                    |
| 16   | 50  | GT/TS1.6 | Paul Ernst Strähle                        | Hans-Joachim Walter     | Paul-Ernst Strähle                        | Porsche 356A Carrera               | 8 h 27 min 43 s 0 44 |                    |
| 17   | 52  | GT/TS1.6 | Fritz Hahnl, Jr.                          | Helmut Zick             | Fritz Hahnl, Jr.                          | Porsche 356A Carrera               | 43                   |                    |
| 18   | 57  | GT/TS1.6 | Helmut Deutenberg                         | Wim in der Elst         | Helmut Deutenberg                         | Porsche 356A Carrera               | 43                   |                    |
| 19   | 54  | GT/TS1.6 | Helmut Busch                              | Antonio Pucci           | Dr. Helmut Busch                          | Porsche 356A Speedster             | 42                   |                    |
| 20   | 73  | GT1.3    | Marcel Stern                              | Paul Vogel              | Ecurie Le Maute                           | Alfa Romeo Giulietta Sprint Veloce | 42                   |                    |
| 21   | 76  | GT1.3    | Manuel Nogueira Pinto                     | Mário Cabral            | Manual Nogueria Pinto                     | Alfa Romeo Giulietta Sprint Veloce | 42                   |                    |
| 22   | 55  | GT/TS1.6 | Bruno Runte                               | Hans Hartzheim          | Bruno Runte                               | Porsche 356A Carrera               | 42                   |                    |
| 23   | 77  | GT1.3    | Sepp Liebl                                | Herbert Schultze        | Sepp Liebl                                | Alfa Romeo Giulietta Sprint Veloce | 42                   |                    |
| 24   | 41  | GT3.0    | Eldé                                      | Jean Beurlys            | Ecurie Francorchamps                      | Ferrari 250 GT LWB Sacglietti      | 42                   |                    |
| 25   | 53  | GT/TS1.6 | William Wilbourne                         | Bill Wuesthoff (de)     | William Wilbourne                         | Porsche 356A Speedster             | 41                   |                    |
| 26   | 42  | GT3.0    | Armando Zampiero                          | Luigi Villotti          | Scuderia Trentina                         | Ferrari 250 GT                     | 41                   |                    |
| 27   | 40  | GT3.0    | Lars Finnilä                              | Fred Geitel             | Scuderia Askolin                          | Ferrari 250 GT LWB                 | 41                   |                    |
| 28   | 81  | GT1.3    | Horst Estler                              | Hans-Helmuth Hespen     | Horst Estler                              | Alfa Romeo Giulietta Sprint Veloce | 40                   |                    |
| 29   | 71  | GT1.3    | Kurt Ahrens                               | Richard Trenkel (en)    | Kurt Ahrens                               | Alfa Romeo Giulietta Sprint Veloce | 40                   |                    |
| 30   | 64  | GT/TS1.6 | Claude Dubois                             | Telesphore Georges      | Claude Dubois                             | Peugeot 403                        | 37                   |                    |
| 31   | 37  | S1.5     | David Latchford                           | Eugene Hall             | Ecurie Dauphin                            | Halseylec-Climax                   | 30                   |                    |
| 32   | 74  | GT1.3    | Peter Kropf                               | Samuel Heuer            | Ecurie Biennoise                          | Alfa Romeo Giulietta Sprint Veloce | 30                   |                    |
| Abd. | 2   | S3.0     | Tony Brooks                               | Stuart Lewis-Evans      | David Brown, Aston Martin Ltd.            | Aston Martin DBR1/300              | 41                   | Accident           |
| Abd. | 8   | S3.0     | Ivor Bueb                                 | Ninian Sanderson        | Ecurie Ecosse                             | Jaguar D-Type                      | 36                   | Suspension avant   |
| Abd. | 31  | S1.5     | Art Bunker                                | Heinz Schiller          | Ecurie Maarsbergen (en)                   | Porsche 550 RS                     | 33                   | Accident           |
| Abd. | 66  | GT/TS1.6 | Sepp Greger                               | Paul Denk               | Josef Greger                              | Porsche 356A Carrera               | 31                   | ?                  |
| Abd. | 9   | S3.0     | Masten Gregory                            | Ron Flockhart           | Ecurie Ecosse                             | Jaguar D-Type                      | 29                   | Accident           |
| Abd. | 34  | S1.5     | Giulio Cabianca Jo Bonnier                | Hans Herrmann           | Carl F.W. Borgward GmbH                   | Borgward Rennsport                 | 29                   | ?                  |
| Abd. | 36  | S1.5     | John Horridge                             | Walter Monaco           | Dan Margulies                             | Lotus-Climax Eleven                | 29                   | Carrosserie        |
| Abd. | 14  | S3.0     | Gunnar Carlsson                           | Carl-Otto Bremer        | Scuderia Ferrari Svezia Oerebro           | Ferrari 750 Monza                  | 28                   | ?                  |
| Abd. | 11  | S3.0     | Willy Mairesse                            | Alain de Changy         | Équipe Nationale Belge                    | Ferrari 250 TR                     | 26                   | Accident           |
| Abd. | 45  | GT3.0    | François Picard                           | Bruce Kessler           | François Picard                           | Ferrari 250 GT LWB                 | 19                   | Accident           |
| Abd. | 75  | GT1.3    | Karl Foitek (de)                          | Renato Sommacal         | Karl Foitek                               | Alfa Romeo Giulietta Sprint Veloce | 19                   | Joint de culasse   |
| Abd. | 20  | S1.5     | Jean Behra                                | Edgar Barth             | Dr. Ing. h. c. F. Porsche K.G.            | Porsche 718 RSK                    | 18                   | Soupape            |
| Abd. | 26  | S1.5     | Gordon Fowell                             | Derek Godfrey           | Scuderia Viking Anglo Swedish Racing Team | Osca MT4 1500                      | 16                   | ?                  |
| Abd. | 60  | GT/TS1.6 | Bengt Martenson                           | Gunnar Andersson        | Bengt Martenson                           | Volvo PV 444                       | 16                   | ?                  |
| Abd. | 27  | S1.5     | Bill Frost                                | Bob Hicks               | Car Exchange                              | Lotus-Climax 15                    | 12                   | Moteur             |
| Abd. | 24  | S1.5     | Fritz Jüttner                             | Hans Herrmann           | Carl F.W. Borgward GmbH                   | Borgward Rennsport                 | 8                    | Boîte de vitesses  |
| Abd. | 62  | GT/TS1.6 | Fred Albrecht                             | Rolf Appel (en)         | Fred Albrecht                             | Porsche 356A Carrera               | 8                    | ?                  |
| Abd. | 28  | S1.5     | Jimmy Blumer                              | Chris Power (en)        | Car Exchange                              | Lotus-Climax Eleven                | 6                    | Accident           |
| Abd. | 72  | GT1.3    | Heinz Friederichs                         | Rudolf Wilhelm Moser    | Heinz Friederichs                         | Alfa Romeo Giulietta Sprint Veloce | 5                    | ?                  |
| Abd. | 3   | S3.0     | Roy Salvadori                             | Carroll Shelby          | David Brown, Aston Martin Ltd.            | Aston Martin DBR1/300              | 2                    | Boîte de vitesses  |
| Abd. | 23  | S1.5     | Hans Herrmann                             | Jo Bonnier              | Carl F.W. Borgward GmbH                   | Borgward Rennsport                 | 0                    | Moteur             |
| Abd. | 78  | GT1.3    | Mathieu Hezemans (de)                     | Hubert Oebels           | Mathieu Hezemans                          | Alfa Romeo Giulietta Sprint Veloce | 0                    | ?                  |
| Np.  | 16  | S3.0     | Francisco Godia-Sales                     | Jo Bonnier              | Francisco Godia                           | Maserati 300S                      |                      | ?                  |
| Np.  | 18  | S3.0     | Ulf Norinder (en)                         |                         | Norinder                                  | Maserati 200S I                    |                      | ?                  |
| Np.  | 22  | S1.5     | Giorgio Scarlatti Carel Godin de Beaufort | Richard von Frankenberg | Dr. Ing. h. c. F. Porsche K.G.            | Porsche 718 RSK                    |                      | Accident en essais |
| Np.  | 33  | S1.5     | Stefan Brugger                            | Fausto Meyrat           | Stefan Brugger                            | DKW Junior                         |                      | ?                  |
| Np.  | 35  | S1.5     | Pierre Berchem                            |                         | Pierre Berchem                            | Lotus-Climax Eleven                |                      | ?                  |
| Np.  | 44  | GT3.0    | Bruce Kessler                             |                         | El Salvador Central America Tegards       | Ferrari 250 GT                     |                      | ?                  |
| Np.  | 56  | GT/TS1.6 | Jim Clark                                 | Wolfgang Niessen        | Bruno Runte                               | Porsche 356A Carrera               |                      | ?                  |
| Np.  | 58  | GT/TS1.6 | Arne Lindberg                             | Ake Lindqvist           | Arne Lindberg                             | Porsche 356A Carrera               |                      | ?                  |
| Np.  | 59  | GT/TS1.6 | Robin Carnegie (en)                       | D.J. Hayles             | Fitzwilliam Racing Team                   | MG A                               |                      | Fuite de carburant |
| Np.  | 61  | GT/TS1.6 | Hans Harzheim                             | Christian Heins (pt)    | H. Harzheim                               | Porsche 356A Carrera               |                      | ?                  |
| Np.  | 63  | GT/TS1.6 | André Testut                              | Jean Sibile             | Ecurie Monte Carlo Louis Chiron           | Porsche 356A Carrera               |                      | ?                  |
| Np.  | 65  | GT/TS1.6 | Ludwig Blendl                             | Siegfried Günther       | Ludwig Blendl                             | Porsche 356A Carrera               |                      | ?                  |
| Np.  | 82  | GT1.3    | Harald Kronegård                          | Sten Bielke             | Harald Kronegård                          | Alfa Romeo Giulietta Sprint Veloce |                      | ?                  |